# Vicia parvula
Vicia parvula är en ärtväxtart som beskrevs av Jerzy Zieliński. Vicia parvula ingår i släktet vickrar, och familjen ärtväxter. Inga underarter finns listade i Catalogue of Life.